# Furuskär (vid Tvärminne, Hangö)
Furuskär är en ö i Finland. Den ligger i Finska viken och i kommunen Hangö i den ekonomiska regionen  Raseborg i landskapet Nyland, i den södra delen av landet. Ön ligger omkring 100 kilometer väster om Helsingfors.
Öns area är 10 hektar och dess största längd är 0,8 kilometer i öst-västlig riktning. Ön höjer sig omkring 15 meter över havsytan.